# Старчество
Старчеството (на руски: Ста́рчество) е направление в християнското монашество.
При него така нареченият старец, т.е. монах с високи заслуги в духовната дейност, наставлява и обучава в монашеска практика поверените му кандидати за служба в манастира. Старчеството има корени в християнския аскетизъм от IV в. и в исихазма.
Най-известната обител на старчеството е манастирът Оптина пустиня в Русия, а един от най-уважаваните старци е св. Амвросий Оптински (1812-1891).